# Acrocercops aeglophanes
Acrocercops aeglophanes là một loài bướm đêm thuộc họ Gracillariidae. Loài này có ở Queensland.